# Forno Canavese
Forno Canavese (piemonti nyelven Ël Forn) egy észak-olasz község a Piemont régióban.